# Johan-Cruyff-Schale
Die Johan-Cruyff-Schale (Originalname: Johan Cruijff Schaal) ist der nach der zu vergebenden Trophäe benannte Fußballwettbewerb um den niederländischen Supercup. Der Titel wurde erstmals (damals ohne offizielle Bezeichnung) 1949 und wieder seit 1991 jährlich zwischen dem Landesmeister (dem Sieger der Eredivisie) und dem Gewinner des KNVB-Pokalwettbewerbs ausgespielt. Gewinnt eine Mannschaft das Double, so spielt der Meister gegen den Vize-Meister der Eredivisie.
Organisiert wird die Johan-Cruyff-Schale vom Königlich-Niederländischen Fußballbund KNVB. Nachdem der Wettbewerb zu Anfang drei Jahre nach einem Telekommunikationsunternehmen PTT Telecom Cup hieß, wurde er 1994 für zwei Spielzeiten in Super Cup umbenannt. Seit 1996 ist er nach dem Fußballspieler Johan Cruyff benannt, dessen Johan Cruyff Foundation ein Teil der Einnahmen zukommt.
Das Spiel um die Johan-Cruyff-Schale wird jeweils eine Woche vor dem ersten Spieltag der Eredivisie ausgetragen und ist mittlerweile zur traditionellen Saisoneröffnung des niederländischen Fußballs geworden. Während es in den ersten Jahren im Rotterdamer De Kuip ausgetragen wurde, findet das Spiel um die Johan-Cruyff-Schale seit 1996 in der Amsterdam Arena statt.
Die Trophäe Johan-Cruyff-Schale selbst ist eine Silberschale von etwa 60 Zentimetern Durchmesser. Die Namen der Gegner, das Datum und der (seit 1996 in römischen Ziffern durchnummerierte) Name des Wettbewerbs werden darauf eingraviert.
Im Jahr 2020 wurde der Wettbewerb wegen der Corona-Pandemie nicht ausgetragen, da die Eredivisie und der KNVB-Pokal der Saison 2019/20 abgebrochen wurden.

## Die Endspiele im Überblick
| Jahr                            | Sieger                        | Ergebnis       | Finalist                 |
| ------------------------------- | ----------------------------- | -------------- | ------------------------ |
| 1949                            | Schiedamse Voetbal Vereniging | 2:0            | Quick 1888               |
| 1950 bis 1990 nicht ausgetragen |                               |                |                          |
| 1991                            | Feyenoord Rotterdam           | 1:0            | PSV Eindhoven            |
| 1992                            | PSV Eindhoven                 | 1:0            | Feyenoord Rotterdam      |
| 1993                            | Ajax Amsterdam                | 4:0            | Feyenoord Rotterdam      |
| 1994                            | Ajax Amsterdam                | 3:0            | Feyenoord Rotterdam      |
| 1995                            | Ajax Amsterdam                | 2:1 n. V.      | Feyenoord Rotterdam      |
| 1996                            | PSV Eindhoven                 | 3:0            | Ajax Amsterdam           |
| 1997                            | PSV Eindhoven                 | 3:1            | Roda JC Kerkrade         |
| 1998                            | PSV Eindhoven                 | 2:0            | Ajax Amsterdam           |
| 1999                            | Feyenoord Rotterdam           | 3:2            | Ajax Amsterdam           |
| 2000                            | PSV Eindhoven                 | 2:0            | Roda JC Kerkrade         |
| 2001                            | PSV Eindhoven                 | 3:2            | FC Twente Enschede       |
| 2002                            | Ajax Amsterdam                | 3:1            | PSV Eindhoven            |
| 2003                            | PSV Eindhoven                 | 3:1            | FC Utrecht               |
| 2004                            | FC Utrecht                    | 4:2            | Ajax Amsterdam           |
| 2005                            | Ajax Amsterdam                | 2:1            | PSV Eindhoven            |
| 2006                            | Ajax Amsterdam                | 3:1            | PSV Eindhoven            |
| 2007                            | Ajax Amsterdam                | 1:0            | PSV Eindhoven            |
| 2008                            | PSV Eindhoven                 | 2:0            | Feyenoord Rotterdam      |
| 2009                            | AZ Alkmaar                    | 5:1            | SC Heerenveen            |
| 2010                            | FC Twente Enschede            | 1:0            | Ajax Amsterdam           |
| 2011                            | FC Twente Enschede            | 2:1            | Ajax Amsterdam           |
| 2012                            | PSV Eindhoven                 | 4:2            | Ajax Amsterdam           |
| 2013                            | Ajax Amsterdam                | 3:2 n. V.      | AZ Alkmaar               |
| 2014                            | PEC Zwolle                    | 1:0            | Ajax Amsterdam           |
| 2015                            | PSV Eindhoven                 | 3:0            | FC Groningen             |
| 2016                            | PSV Eindhoven                 | 1:0            | Feyenoord Rotterdam      |
| 2017                            | Feyenoord Rotterdam           | 1:1, 4:2 i. E. | Vitesse Arnheim          |
| 2018                            | Feyenoord Rotterdam           | 0:0, 6:5 i. E. | PSV Eindhoven            |
| 2019                            | Ajax Amsterdam                | 2:0            | PSV Eindhoven            |
| 2020                            | Abgesagt                      | Abgesagt       | Abgesagt                 |
| 2021                            | PSV Eindhoven                 | 4:0            | Ajax Amsterdam           |
| 2022                            | PSV Eindhoven                 | 5:3            | Ajax Amsterdam           |
| 2023                            | PSV Eindhoven                 | 1:0            | Feyenoord Rotterdam      |
| 2024                            | Feyenoord Rotterdam           | 4:4, 4:2 i. E. | PSV Eindhoven            |
| 2025                            | PSV Eindhoven                 | 2:1            | Go Ahead Eagles Deventer |

### Rangliste der Sieger und Finalisten
| Rang | Verein                        | Titel | Jahr(e)                                                                                  | FT |
| ---- | ----------------------------- | ----- | ---------------------------------------------------------------------------------------- | -- |
| 1    | PSV Eindhoven                 | 15    | 1992, 1996, 1997, 1998, 2000, 2001, 2003, 2008, 2012, 2015, 2016, 2021, 2022, 2023, 2025 | 23 |
| 2    | Ajax Amsterdam                | 9     | 1993, 1994, 1995, 2002, 2005, 2006, 2007, 2013, 2019                                     | 19 |
| 3    | Feyenoord Rotterdam           | 5     | 1991, 1999, 2017, 2018, 2024                                                             | 12 |
| 4    | FC Twente Enschede            | 2     | 2010, 2011                                                                               | 3  |
| 5    | AZ Alkmaar                    | 1     | 2009                                                                                     | 2  |
| 5    | FC Utrecht                    | 1     | 2004                                                                                     | 2  |
| 5    | Schiedamse Voetbal Vereniging | 1     | 1949                                                                                     | 1  |
| 5    | PEC Zwolle                    | 1     | 2014                                                                                     | 1  |
|      | Roda JC Kerkrade              |       |                                                                                          | 2  |
|      | Quick 1888                    |       |                                                                                          | 1  |
|      | SC Heerenveen                 |       |                                                                                          | 1  |
|      | FC Groningen                  |       |                                                                                          | 1  |
|      | Vitesse Arnheim               |       |                                                                                          | 1  |
|      | Go Ahead Eagles Deventer      |       |                                                                                          | 1  |